# Florinda Bortolami
Florinda Bortolami (Vicenza, 21 febbraio 1972) è un'ex cestista italiana.

## Carriera
Alta 170 cm, giocava come playmaker nell'Associazione Sportiva Vicenza nel 1989-90. In quella stagione ha totalizzato 11 punti in 8 partite di campionato. Nel 2005-06 ha disputato una stagione in Serie A2 con la Pakelo San Bonifacio.